# Unwiderruflicher Zahlungsauftrag
Ein unwiderruflicher Zahlungsauftrag (englisch irrevocable payment order) ist in der Außenhandelsfinanzierung vor allem bei Akkreditiven und Dokumenteninkassi der Zahlungsauftrag eines Importeurs an seine Hausbank, dem Exporteur unter bestimmten Bedingungen Zahlung der Ware zu leisten.  

## Allgemeines
Ein Zahlungsauftrag (Überweisung, Lastschrift) ist im Zahlungsdiensterecht der EU-Mitgliedstaaten in Deutschland nach § 675p Abs. 1 BGB im Regelfall nach dessen Zugang beim ausführenden Kreditinstitut unwiderruflich, weil der Zahlungsauftrag nur in Ausnahmefällen widerrufen werden kann. Ausnahmen sind die Lastschrift und der Dauerauftrag. Eine Lastschrift ist bis zum Geschäftstag vor ihrer Fälligkeit widerruflich (§ 675p Abs. 2 BGB), das gilt nach § 675p Abs. 3 BGB auch für den Dauerauftrag. Ansonsten ist eine Widerruflichkeit nur bei bestehender Vereinbarung möglich (§ 675p Abs. 4 BGB).  

## Ablauf
Diese Regelungen des internationalen Zahlungsverkehrs können bei Akkreditiven und Dokumenteninkassi genutzt werden, indem der zahlungspflichtige Importeur mit seiner Hausbank in Deutschland eine Vereinbarung gemäß § 675p Abs. 4 BGB trifft, wonach die generelle Unwiderruflichkeit seines Zahlungsauftrags nur für den Fall gilt, dass der Zahlungsempfänger (Exporteur) die vom Importeur gestellten Bedingungen erfüllt. Die wesentlichste Bedingung ist die vorbehaltlose Auslieferung der Ware an den Importeur. Ist diese Bedingung erfüllt, erteilt der Importeur seiner Hausbank einen Zahlungsauftrag im Außenwirtschaftsverkehr, um hiermit den Kaufpreis der Ware an die Bankverbindung des Exporteurs zu bezahlen. Die Hausbank des Importeurs kann der Bankverbindung des Exporteurs das Vorliegen eines unwiderruflichen Zahlungsauftrags bestätigen, was ein abstraktes Schuldversprechen (§ 780, § 784 BGB) darstellt. Auch beim Dokumenteninkasso ist die Möglichkeit der „Dokumente gegen unwiderruflichen Zahlungsauftrag“ (englisch documents against irrevocable payment order) vorgesehen.

## Funktion
Der unwiderrufliche Zahlungsauftrag kann vom Importeur als Zahlungsinstrument eingesetzt werden, ohne dass er frühzeitig Liquidität (aus Bankguthaben oder Kreditlinien) einsetzen muss. Auch Exporteure, die nicht selbst produzieren, sondern als Handel fungieren und ihre Lieferanten bereits bezahlen müssen, bevor der Kaufpreis vom Importeur vereinnahmt wird, können den unwiderruflichen Zahlungsauftrag nutzen. Dazu erteilen sie der Akkreditivbank den unwiderruflichen Zahlungsauftrag, aus dem Akkreditiverlös für die Lieferung einer bestimmten Ware an seinen Vorlieferanten eine bestimmte Summe zu zahlen. Die Bank des Exporteurs wird dann zu Gunsten dessen Vorlieferanten eine Urkunde ausstellen, in der sie sich ihm gegenüber verpflichtet, nach Eingang des Akkreditiverlöses auf dem Konto des Exporteurs an den Vorlieferanten Zahlung zu leisten.